# Portland Exposition Building
Le Portland Exposition Building surnommé « Expo » est une salle omnisports à Portland (Maine).
Ses locataires sont les Red Claws du Maine (NBA Gatorade League). La salle accueille près de 270 évènements par an : foires commerciales, concerts, évènements sportifs, conférences.

## Histoire

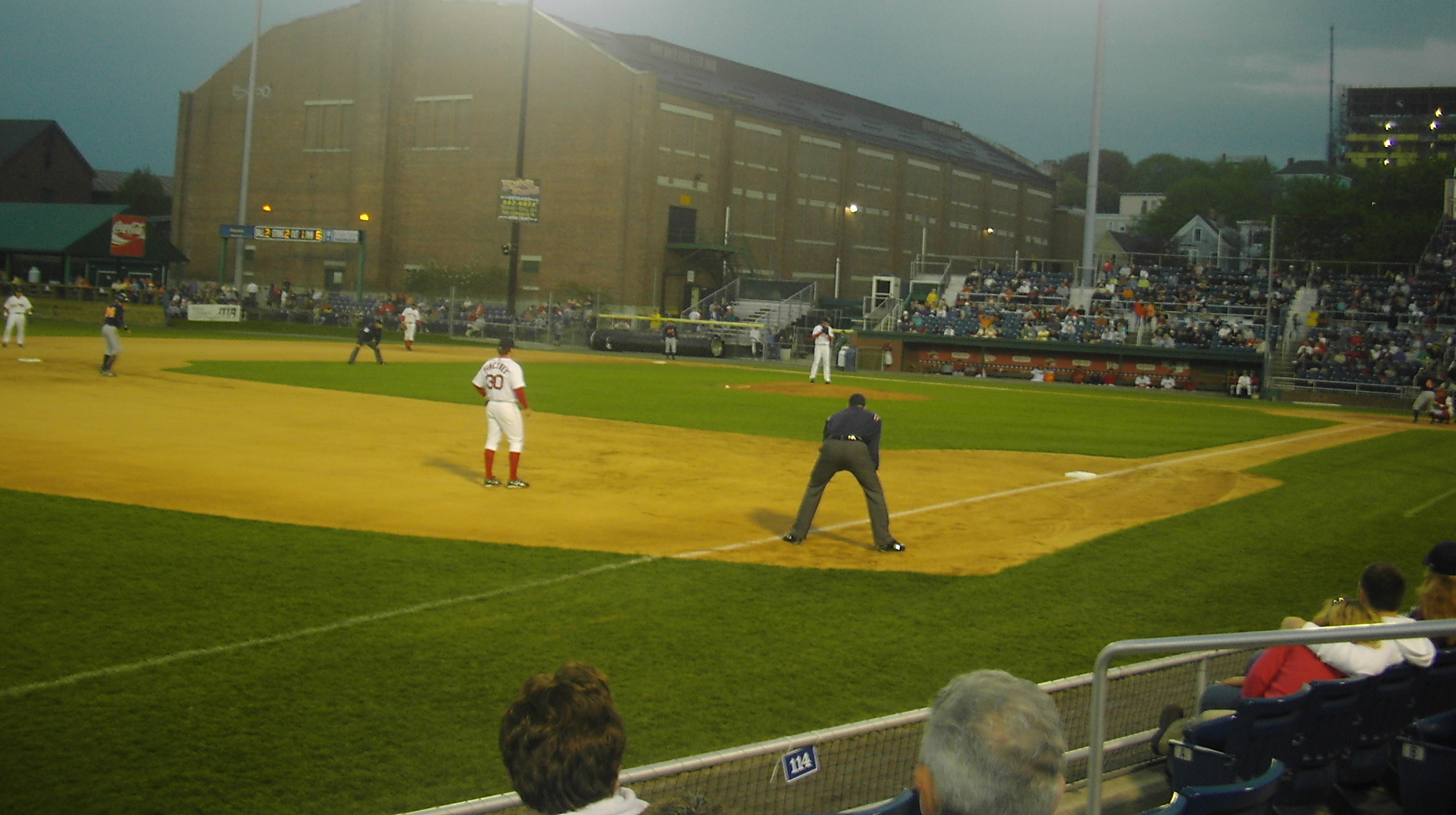
rencontre de baseball au Hadlock Field avec, en arrière-plan, vue sur le Portland Exposition Building.